# Lyde Posti Cuneo
Lyde Posti in Cuneo (Genova, 22 luglio 1920 – Venezia, 25 agosto 2007) è stata una scrittrice e una delle principali figure dell'A.I.S.M. italiana.

## Biografia
Viene colpita all'età di 25 anni dalla sclerosi multipla che le impedisce di concludere gli studi universitari di lingue.
Nel 1967 si trasferisce con il marito a Mestre (VE) dove inizia a tessere una rete di relazioni volta a far uscire dalla condizione di isolamento i malati di Sclerosi Multipla e i loro familiari.
Il 18 settembre 1970 viene costituita la Sezione Provinciale di Venezia dell'Associazione Italiana Sclerosi Multipla e ne viene nominata Responsabile.
Il primo aprile dell'anno successivo viene costituita la Sezione Regionale A.I.S.M. del Veneto ed anche in questo caso ne viene nominata Responsabile.

### L'impegno nella Sezione Provinciale di Venezia dell'A.I.S.M.
L'A.I.S.M. di Venezia si è identificata per oltre 25 anni nella persona di Lyde Cuneo. Per oltre 20 anni la sua casa è stata la sede della Sezione Provinciale arrivando ad ospitarne sia la Segreteria che l'alloggio degli obiettori di coscienza.
Anche se non ne è stata sempre la Presidente, di fatto ne è stata costantemente l'ispiratrice e la guida dedicandosi a tempo pieno alle attività di ascolto dei malati e dei loro familiari, alla divulgazione della conoscenza della Sclerosi Multipla e alla promozione di iniziative rivolte alla soluzione delle problematiche socio sanitarie ad essa connesse.

### "Il Circolo"
Da una sua intuizione nasce nel 1974 "il Circolo"; si tratta di un momento di incontro settimanale che consente ai disabili, non solo malati di sclerosi multipla, e ai loro familiari del territorio veneziano di uscire dall'isolamento e recuperare una socialità perduta.
"Il Circolo" negli anni a seguire rappresenterà anche un polo d'attrazione che avvicinerà al mondo della disabilità decine di persone che decideranno di dedicare parte del loro tempo libero ad attività di volontariato.

### Le iniziative divulgative
La sclerosi multipla è stata per molti anni una malattia semi sconosciuta, difficile da diagnosticare e le cui conseguenze sanitarie e sociali non ricevevano una risposta adeguata.
Per questo Lyde Cuneo ha dedicato molte energie nell'organizzare iniziative divulgative rivolte alle strutture sanitarie e alle amministrazioni pubbliche locali deputate a fornire i servizi socio assistenziali.
Forse però l'opera più importante da lei promossa è stata quella rivolta al mondo della scuola. In particolare vanno citati gli incontri e i concorsi rivolti agli studenti delle scuole primarie e gli approfondimenti, sulla malattia e le sue conseguenze socio sanitarie, organizzati nelle scuole secondarie superiori. Incontri che hanno favorito, oltre ad una diffusione della conoscenza della sclerosi multipla, lo svilupparsi di una rete di volontari ed obiettori di coscienza che nel territorio veneziano si sono dedicati alle problematiche della disabilità.

### Le attività socio assistenziali
Molte le attività socio assistenziali promosse dall'A.I.S.M. di Venezia sotto la sua guida: dai trasporti dei disabili agli sportelli di ascolto, dalla consulenza nel disbrigo delle pratiche amministrative ai momenti ricreativi.
Le sue energie maggiori, tuttavia, sono sempre state rivolte nei confronti delle amministrazioni pubbliche affinché realizzassero servizi stabili a favore delle persone disabili. Da qui il suo impegno pluriennale nel Comitato di Coordinamento delle Associazioni Handicappati della provincia di Venezia. Anche grazie a questo impegno sono nati, tra i primi in Italia, i servizi di trasporto disabili, le case alloggio, i servizi di assistenza domiciliare del Comune di Venezia.

## Opere
- Ultimi o primi?, Rebellato Editore 1981
- Cara amica caro amico, ed. a cura A.I.S.M. Venezia 1988
- Il lato comico, Matteo Editore 1994

## Riconoscimenti
- Premio internazionale "James D. Wolfenshon Award", 1984
- Cavaliere del merito della Repubblica, 1985
- Premio Solidarietà della Croce Rossa Italiana di Venezia, 1989
- Socia onoraria dell'Associazione Italiana Sclerosi Multipla, 2005